# Andrási
Andrási (1899-ig Pacsa, szlovákul: Pača) község Szlovákiában, a Kassai kerület Rozsnyói járásában.

## Fekvése
Rozsnyótól 8 km-re északkeletre, a Gömör–Szepesi-érchegység délkeleti részén, a Pacsai-patak partján fekszik.

## Története
A patak 1291-ben „Patchapataka” néven szerepel, a falut 1338-ban említik először. Krasznahorka várának uradalmához tartozott. Lakói a 14. században a Szepességből érkezett ruszin pásztorok voltak. 1564-ben „Pacziafalu” néven találjuk. 1766-ban említik régi fatemplomát. A 18. században a szlovák bevándorlás következtében a szlovákok kerültek többségbe.
A 18. század végén Vályi András így ír róla: „PACSA. Tót falu Gömör Vármegyében, földes Ura Gróf Andrási Uraság, lakosai katolikusok, fekszik Kraszna Horka Várallyához nem meszsze, mellynek filiája, határjának nagyobb része hegyes, és a’ záporok járják, legelője elég, fája tüzre van, piatzozása Rozsnyón, harmadik Osztálybéli.”
Iskolája 1810-ben már működött, 1903-ban új iskola létesült a községben.
A 19. század közepén Fényes Elek eképpen írja le: „Pacsa, tót falu, Gömör vmegyében, Krasznahorkához egy órányira: 679 kath., 50 evang. lak. Határa hegyes levén, szántófölde kevés, s azt is vizmosások rongálják; ellenben legelője a Wolowecz hegyén bőséges, s azért sok juhot tart. F. u. gr. Andrásy. Ut. p. Rosnyó.”
Borovszky Samu monográfiasorozatának Gömör-Kishont vármegyét tárgyaló része szerint: „Andrási, tót kisközség, 627 róm. kath. lakossal. Házainak száma 104. Hajdan Krasznahorka vár tartozéka s mint ilyen 1341-ben Patchapataka néven említtetik. E név később Pacsa alakká rövidült és használatban volt egész a legújabb korig, a mikor nagynevű urai iránti tiszteletből Andrásira változott. A XVIII. század közepén a gróf Serényi család és az egri káptalan is birtokos a községben, 1820-ban pedig a Gotthard család is. Vasérczbányája már a XVIII. század elején ismeretes volt. A község nagy részét 1871-ben árvíz döntötte romba. A községben levő kath. templom építési ideje ismeretlen. Postája és távírója Krasznahorkaváralján van, vasúti állomása pedig Rozsnyó.”
1913-ban nagy tűzvész pusztított a faluban. 1920-ig Gömör-Kishont vármegye Rozsnyói járásához tartozott, ezután az új csehszlovák állam része lett. 1938 és 1945 között újra Magyarország része.

## Népessége
| Év:            | 1994. | 2004.   | 2014.   | 2024.    |
| -------------- | ----- | ------- | ------- | -------- |
| Emberek száma: | 667   | 652     | 600     | 524      |
| Eltérés:       |       | -2,24 % | -7,97 % | -12,66 % |

| Év:            | 2023. | 2024.   |
| -------------- | ----- | ------- |
| Emberek száma: | 529   | 524     |
| Eltérés:       |       | -0,94 % |

1828-ban 97 ház állt a faluban és azt 730-an lakták.
1880-ban 560 lakosából 8 magyar és 521 szlovák anyanyelvű volt.
1890-ben 570 lakosából 32 magyar és 534 szlovák anyanyelvű volt.
1900-ban 627 lakosából 19 magyar és 595 szlovák anyanyelvű volt.
1910-ben 589 lakosából 37 magyar és 532 szlovák anyanyelvű volt.
1921-ben 616 lakosából 8 magyar és 607 csehszlovák volt.
1930-ban 718 lakosából 11 magyar és 706 csehszlovák volt.
1941-ben 761 lakosából 15 magyar és 731 szlovák volt.
1991-ben 676 lakosából 5 magyar és 669 szlovák volt. 
2001-ben 642 lakosából 6 magyar és 625 szlovák nemzetiségű volt.
2011-ben 635 lakosából 9 magyar és 595 szlovák nemzetiségű volt.
2021-ben 544 lakosából 10 (+3) magyar, 516 szlovák, 1 cigány, (+25) ruszin, 2 egyéb és 15 ismeretlen nemzetiségű volt.